# عباس احمد عطوی
عباس احمد عطوی (عباس عطوي؛ زاده ۱۲ سپتامبر ۱۹۷۹) یک بازیکن فوتبال است.
وی همچنین در تیم ملی فوتبال لبنان بازی کرده است.